# 2013年2月逝世人物列表
2013年逝世人物列表：1月 - 2月 - 3月 - 4月 - 5月 - 6月 - 7月 - 8月 - 9月 - 10月 - 11月 - 12月
2013年2月逝世人物列表，是用于汇总2013年2月期间逝世人物的列表。

## 依日期排序

### 1日
- 郭德華（Ed Koch），88歲，紐約市市長（1978─1989年）。[1]
- 宋世廉，91岁，马来西亚居銮中华中学校长（1971─1980年）。

### 2日
- 克里斯·凱爾（Chris Kyle），38歲，前美軍海豹部隊狙擊手，遭退役同袍槍擊身亡。[2]
- 毛鈞年，85歲，前新華社香港分社副社長。[3]

### 3日
- 潘安邦，58歲，台灣男歌手，校園民歌《外婆的澎湖灣》原唱，腎臟癌引發腎衰竭病逝。[4]
- 林國泰，67歲，聯合報系世界日報溫哥華分社前社長，病逝台大醫院。[5]
- 市川團十郎 (第12代)，本名「堀越夏雄」，66歲，日本著名歌舞伎演員，肺炎病逝。[6]
- 邓伟，54歲，中國著名攝影家，清華大學教授。[7]

### 4日
- 田健，44岁，雅虎中国区前任副总裁、原执行总经理。[8]
- 金民基（韓語：김민기），34歲，韓國搖滾樂隊Spider Monkee鼓手，家中上吊自殺身亡。[9]
- 刘静山，100岁，原天主教中国宁夏教区主教，第一位获教廷和政府的承认中国籍教区主教。[10]

### 5日
- 張謝琮賢，100歲，香港教育家，張榮冕夫人、何東爵士胞弟何甘棠之外孫女、何東女子職業學校創校校長（1953─1967年）。[11]
- 史都華·弗里伯恩（Stuart Freeborn），98歲，英國電影特技化妝師，曾參與製作經典電影《星球大戰》系列和《2001太空漫遊》（2001: A Space Odyssey），病逝。[12]

### 6日
- 肖·貝萊德（Chokri Belaid），48歲，突尼斯統一民主愛國黨總書記，遭槍殺身亡。[13][14]

### 7日
- 刘伯华， 94歲，中國信阳地区卫生局原局长、地区文化教育委员会顾问，病逝。[15]
- 李可，中國著名中醫學家，曾治癒大量被醫院放棄治療的絕症患者，並致力於復興中醫。[16][17]

### 8日
- 歐德雅（Patrick O'Dea），紐西蘭裔香港法官，高等法院原訟庭按察司（1987年－1989年），死於長期病患。[18]
- 許再恩，72歲，前台北縣議會議長，感冒併發血栓病逝。[19]
- 江副浩正，76歲，日本公司里庫路特創辦人，死於肺炎。[20]

### 9日
- 汪遵熹，68岁，中國人民解放軍總政話劇團一級話劇導演，肠癌病逝。[21]
- 鄧小琳，28歲，香港模特兒，於網誌分享自己抗癌經歷而引起香港社會關注。[22]
- 高野悅子，83歲，日本隨筆作家，日本岩波館電影院總經理，大腸癌病逝。[23]

### 10日
- 莊則棟，73歲，中國著名乒乓球運動員，中美「乒乓外交」中方代表，肝癌病逝。[24]

### 11日
- 鳩山安子，90歲，日本普利司通公司的創始人石橋正二郎長女，第93任日本內閣總理大臣鳩山由紀夫之母親。死於多重器官衰竭病逝。[25]
- 林允泽（韓語：임윤택），33岁，韩国音乐组合ULALA SESSION的队长，胃癌逝世。[26]
- 列姆·維亞希列夫（俄語：Рем Иванович Вяхирев），78歲，俄羅斯天然氣工業公司前總裁。[27]

### 12日
- 克里斯托弗·多尔纳（Christopher Dorner），前洛杉磯警察局警官、前美國海軍預備役成員。2013年美國南加州連續槍擊案主要嫌疑犯。[28]

### 13日
- 史轶蘩，85岁，中国工程院院士、北京协和医院内分泌科教授。[29]
- 東條由布子，73歲，東條英機孫女，保守派評論家，NPO法人“環境保全機構”前理事長，間質性肺炎病逝。[30]
- 瑞娃·斯廷坎普（Reeva Steenkamp），30歲，南非女性模特兒，世界殘奧會田徑賽跑手奧斯卡·皮斯托利斯女友。疑遭槍擊身亡。[31]
- 宁光堃,95歲,知名愛國民主人士，中國人民政治協商會議第六、七屆全國委員會委員，第八屆全國委員會常務委員，中國國民黨革命委員會第五屆中央委員會委員，第六、七、八屆中央委員會常務委員，民革中央顧問。病逝。 [32]

### 14日
- 雷抒雁，71歲，中國詩人，詩歌《小草在歌唱》作者。[33]
- 罗纳德·德沃金（Ronald Dworkin），81歲，當代美國著名法學家及政治哲學家。[34]
- 本鄉功次郎 (日語：本郷 功次郎)，74歲，日本男演員，死於心律不正。[35]
- 馬克·卡敏斯（Mark Kamins），57歲，美國DJ，發掘瑪丹娜（Madonna）出道。因冠狀動脈病逝世。[36]
- 中嶋嶺雄，76歲，日本東京外國語大學前校長，國際教養大學校長，死於肺炎。[37]

### 15日
- 賴宗卯，68岁，中国著名高甲表演艺术家、国家级非物质文化遗产传承人、柯派艺术第一代嫡传弟子、国家一级演员、原晋江高甲戏剧团副团长。[38]

### 16日
- 徐僖，92岁，中国科学院院士，高分子材料科学与工程专家。[29]
- 東尼·舒利達(Tony Sheridan), 72歲, 英國出生的德國音樂人, 曾邀請尚未成名的全球著名樂隊披頭四協助伴奏. 病逝.[39]

### 17日
- 柯建國，45歲，四川崇州市反貪局長。墮樓身亡。[40]

### 18日
- 朱星羽，56歲，台灣政治人物，曾代表民進黨當選第2、3屆高雄市議員及第2-5屆立委。[41]
- 杰里·巴斯（Jerry Buss），80歲，美國NBA職業籃球隊洛杉磯湖人隊老闆。癌症引發腎衰竭病逝。[42]
- 本多知惠子（本多 知恵子），49岁，日本女性声优，因癌症多发医治无效病逝。[43]

### 19日
- 余放，80岁，中国国家安全部原副部长。[44]
- 罗伯特·科尔曼·理查森（英語：Robert Coleman Richardson），76岁，美国物理学家，1996年诺贝尔物理学奖获得者。[45]
- 唐纳德·里奇（Donald Richie），88歲，美國電影專家、影評人。[46]
- 阿门·阿尔奇安（英語：Armen Albert Alchian），99岁，美国经济学家。[47]
- 朴哲洙（韓語：박철수），65歲，韓國電影導演。曾執導《綠色椅子》和《紅色假期黑色婚禮》。交通意外身亡。[48]

### 20日
- 飯野賢治，42歲，日本遊戲創作人，高血壓性心臟衰竭病逝。[49]
- 大衛·麥凱（David S. McKay），76歲，美國地质学家、天體生物學家。林顿·约翰逊太空中心天體生物學首席科學家。[50]

### 21日
- 肯尼·克魯契（Kenny Clutch），27歲，本名韋尼小柴里（Wayne CherryJr.），美國饒舌歌手，在拉斯維加斯遭槍殺身亡。[51]
- 王正平，65歲，台灣國寶級琵琶演奏家，曾任臺北市立國樂團團長。[52]
- 卡雷尔·霍夫曼（捷克語：Karel Hoffmann），88岁，捷克斯洛伐克政治人物。[53]

### 22日
- 曹錚，47岁，著名美籍华人女中音歌唱家，死於肺癌。[54]
- 王平，50歲，中國相聲演員，死於突发心臟病。[55]
- 王书明，80岁，中华人民共和国政治人物，曾任全国人大常委会副秘书长、国务院副秘书长。[56]

### 24日
- 沃伊津 （Olivier Voisin），38歲，獨立韓裔法國戰地攝影師，在敍利亞採訪時被炸死。[57]
- 孙家钟，84岁，中国科学院资深院士，理论化学家。[58]

### 25日
- 查理士.E.庫普（C. Everett Koop）， 96歲，美國前公共衛生署長。[59]

### 26日
- 李福善，90歲，前香港最高法院大法官、上訴庭副庭長，東亞銀行董事。[60]
- 斯特凡·埃塞爾（法語：Stéphane Hessel），95歲，法國人權與社會運動家、世界人权宣言起草者之一。[61]
- 马敬伯，81岁，马三立侄子，马志明堂兄。中国马派相声演员。[62]

### 27日
- 拉蒙·德克斯（荷蘭語：Ramon Dekkers），44岁，荷兰著名踢拳选手，曾获八届泰拳世界冠军。[63]
- 范·克莱本（英語：Van Cliburn），79岁，美国著名钢琴演奏家，死於骨癌。[64]
- 普雷斯蒂 (Daniele Lo Presti)，42歲，意大利知名狗仔隊攝影師，於羅馬西南部跑步期間遭槍殺。[65]

### 28日
- 布魯士·雷諾茲（Bruce Reynolds），81歲，1963年英國「火車大劫案」首腦。[66]
- 約翰·維爾佩斯（John Wilpers），93歲，生擒東條英機美國二戰老兵。[67]
- 唐纳德·阿瑟·格拉泽（Donald Arthur Glaser），86岁，1960年诺贝尔物理学奖获得者，美国物理学家，分子生物学家。[68]
- 冀春光，95岁，中华人民共和国政治人物，曾任青海省人大常委会主任。[69]
- 仲西真苅，111歲75天，日本男性人瑞。